# 秘抄金瓶梅
『秘抄金瓶梅』（ひしょうきんぺいばい）は、山田風太郎の連作時代・伝奇推理小説。中国の「四大奇書」のうちの『金瓶梅』に題材をとりながら、オリジナルの物語で進む推理小説である。『妖異金瓶梅』の続編である。

## 主な登場人物
西門慶（せいもん けい、さいもん けい）
清河県の生薬を商う裕福な商人。大勢の夫人や美少年らを屋敷に同居させている。
応伯爵（おう はくしゃく）
西門慶の友人で義兄弟の誓いを結んだ仲。本作の探偵役。
潘金蓮（はん きんれん）
西門慶の第五夫人で「金瓶梅」の「金」に相当。
龐春梅（ほう しゅんばい）
潘金蓮付の女中（小間使い）。「金瓶梅」の「梅」に相当。西門慶と妾の関係にある。
呉月娘（ご げつじょう）
西門慶の正夫人。元・第二夫人だったが正妻が死んで第一夫人になった。一家の取りまとめ役。
李嬌児（り きょうじ）
西門慶の第二夫人。元は廓（遊郭）の歌い手。
孟玉楼（もう ぎょくろう）
西門慶の第三夫人。呉服屋の未亡人だった。
孫雪娥（そん せつが）
西門慶の第四夫人。もとは龐春梅のような女中あがり。
劉麗華（りゅう れいか）
前作「妖異金瓶梅」の李瓶児（「金瓶梅」の「瓶」に相当）に替わり、第六夫人となった新顔。美しい瞳を持つ。
葛翠屏（かつ すいへい）
同じく、宋恵蓮に替わり、第七夫人となった新顔。
香楚雲（こう そうん）
同じく、 鳳素秋に替わり、第八夫人となった新顔。
来旺児（らい おうじ）
西門慶の屋敷の門番。
棋童（きどう）
西門慶が寵愛する美少年。
李桂姐（り けいそ）
西門慶が贔屓にしている歓楽街の廓（遊郭）の芸妓。
葉頭陀（よう とうだ）
西門慶が破滅させた恋敵の富豪。
ゾオラ姫（ぞあらひめ）
原作には出てこない。大食（アラビア）の姫君。金髪碧眼。
アル・ムタッツ（ある　むたっつ）
ゾオラ姫についてきた僧侶。峻厳な性格。
武松（ぶ しょう）　
梁山泊の豪傑。魔星は天傷星。席次は14位。あだ名は「行者」。
武大（ぶ だい）　
武松の兄。
燕青（えん　せい）　
原典には登場しない『水滸伝』の登場人物の豪傑。席次は36位、天巧星の生まれ変わり。弓の名手で絶世の美青年。
孫二娘（そん じじょう）　
原典には登場しない『水滸伝』の登場人物の男装の女豪傑。地壮星の生まれ変わり。あだ名は「母夜叉」。

## 内容
中国は宋の時代。清河県の生薬商・西門慶は、妻と7人の妾を同居させていた。その西門家で怪事件が連発し、西門慶の友人・応伯爵が前作『妖異金瓶梅』に続いて謎を解き明かしていく。

## 収録作品
- 「妖瞳記」（初出：『別冊宝石』1954年11月号）
- 「邪淫の烙印」（初出：『読切小説集』1956年5月号）
- 「黒い乳房」（初出：『講談倶楽部』1957年4月号）
- 「凍る歓喜仏」（初出：『講談倶楽部』1957年8月号）
- 「女人大魔王」（初出：『講談倶楽部』1957年11月号）
- 「蓮華往生」（初出：『講談倶楽部』1959年1月号）
- 「死せる潘金蓮」（初出：『講談倶楽部』1959年4月号）
  - 番外「人魚燈籠」（初出：『読物娯楽版』1955年4月号）[2]

## 書誌情報
『秘抄金瓶梅』は1959年4月に講談社から単行本で出版。その後、東都書房の「山田風太郎の妖異小説」（1964年9月）などで出版され、桃源社の『妖異金瓶梅（全）』（1967年10月）以後の刊本からは『妖異金瓶梅』との合本となる。
- 『妖異金瓶梅』角川書店〈角川文庫〉、1981年6月、ISBN 978-4-04-135628-9
- 『妖異金瓶梅』廣済堂出版〈廣済堂文庫・山田風太郎傑作大全〉、1996年5月、ISBN 978-4-331-60521-9
- 『妖異金瓶梅』扶桑社〈扶桑社文庫・昭和ミステリ秘宝〉、2001年10月、ISBN 978-4-594-03264-7
- 『妖異金瓶梅』角川書店〈角川文庫・山田風太郎ベストコレクション〉、2012年6月、ISBN 978-4-04-100343-5